# Dicranolepis usambarica
Dicranolepis usambarica är en tibastväxtart som beskrevs av Ernest Friedrich Gilg. Dicranolepis usambarica ingår i släktet Dicranolepis och familjen tibastväxter. Inga underarter finns listade i Catalogue of Life.